# 里奇伯里 (紐約州)
里奇伯里（英語：Ridgebury）是位於美國紐約州奧蘭治縣的非建制地區。

## 歷史
里奇伯里的郵局於1817年設立，其後於1966年停運。

## 地理
里奇伯里所處的海拔為高於海平面177米（即581英呎），而該地所採用的時區為UTC-5，即北美东部时区（EST）。同時該地設有夏令時間，為UTC-5調快一小時，即UTC-4（EDT）。